# Gammal-ortodoxa kyrkan i Ryssland
Gammal-ortodoxa kyrkan i Ryssland (ryska: Древлеправославная Церковь России/Drevlepravoslavnaja Tserkov Rossii) eller Rysslands gammal-ortodoxa kyrka är ett gammaltroende östortodoxt kristet kyrkoamfund som bildades 1999 av avhoppare från den Ryska gammal-ortodoxa kyrkan som anklagade kyrkan för renovationism.

## Utbredning
Kyrkan har tre biskopar och 12 församlingar belägna i Ryssland och Rumänien.

## Relationer med den ryska gammal-ortodoxa kyrkan
På senare tid[när?] har några biskopar från denna kyrka och från slavo-georgiska gammal-ortodoxa kyrkan återupprättat gemenskapen med den ryska gammal-ortodoxa kyrkan, men själva kyrkorna finns kvar.